# Torcida organizada
Torcida organizada ou torcida uniformizada, é a associação de torcedores de um determinado clube esportivo no Brasil. Elas formam associações buscando a melhor maneira de apoiar o time. São equivalentes aos ultras do futebol europeu ou as barra bravas da América Hispânica.
As torcidas se caracterizam por formar associações buscando a melhor forma de apoiar o time com bandeiras, cantos de futebol, mosaicos e performances dentro e fora do estádio. A justificativa para o comportamento da torcida é que isso pode ajudar o time a reunir forças para vencer o adversário e intimida a equipe rival e seus torcedores. Embora o seu objetivo principal e explícito seja apoiar os seus clubes, as torcidas também estão ligadas a vários incidentes de hooliganismo e violência no futebol.
Devido ao hooliganismo e à violência associados às Torcidas organizadas, o governo brasileiro criou o Estatuto do Torcedor, uma lei que regulamenta as Torcidas organizadas, dando-lhes direitos e deveres.

## História

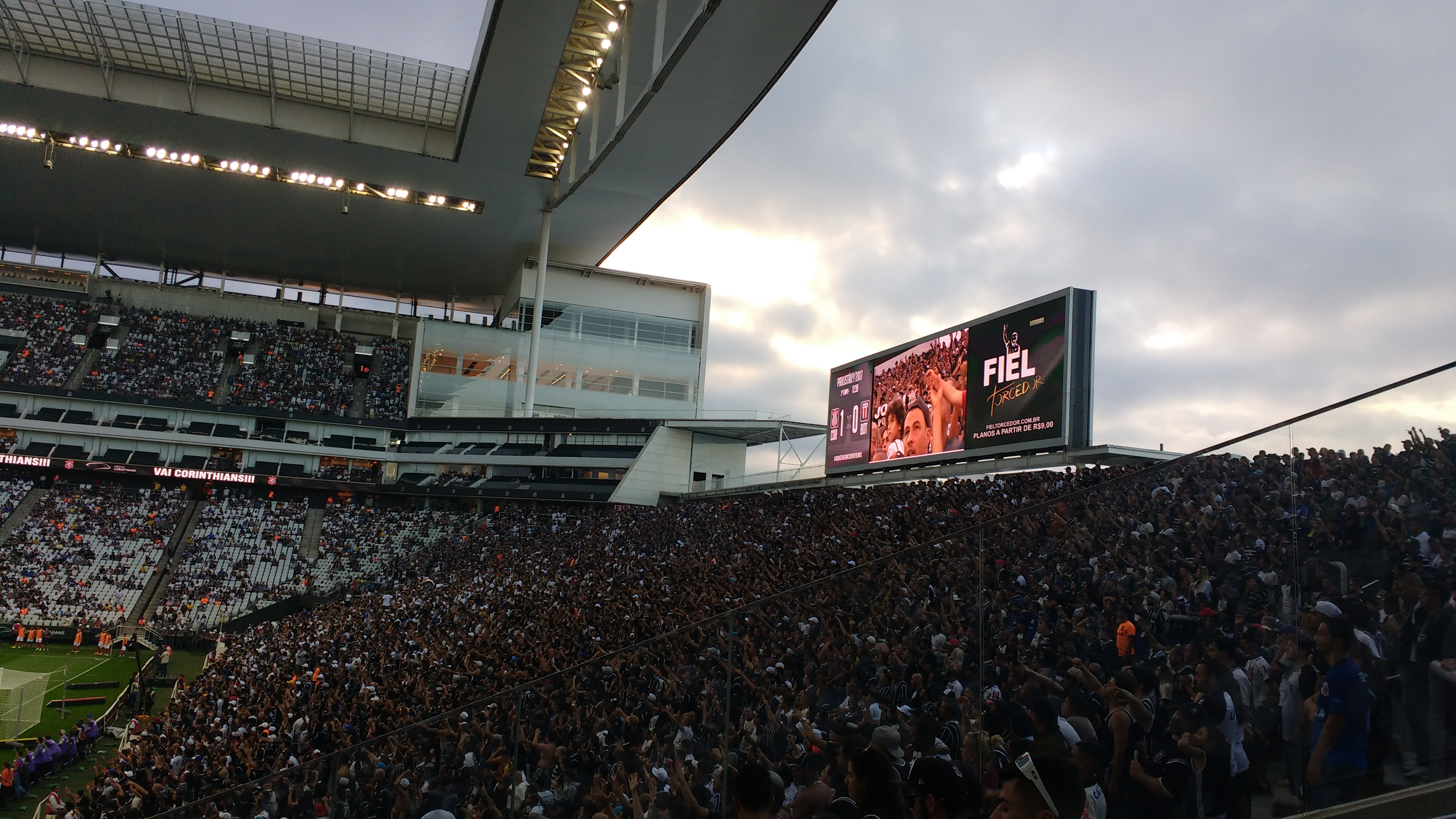
Torcidas organizadas do Sport Club Corinthians Paulista durante jogo na Neo Química Arena.

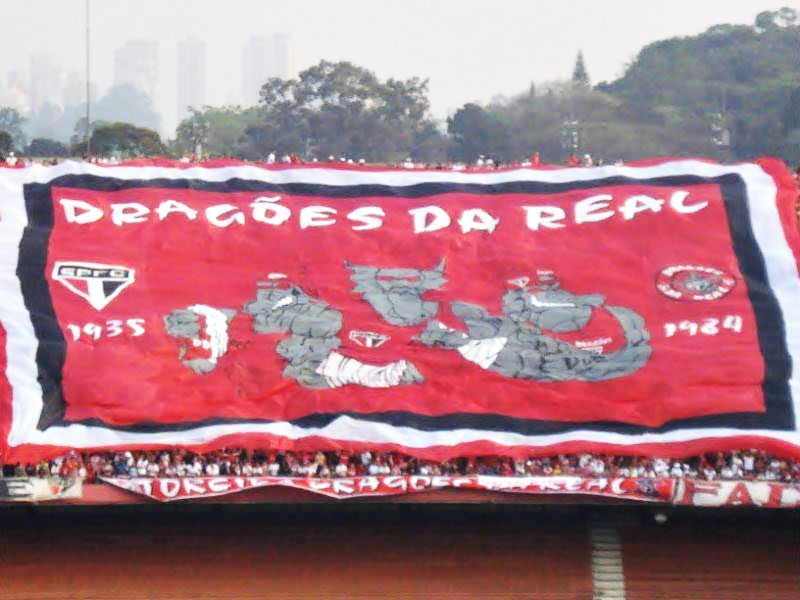
Torcida organizada do São Paulo Futebol Clube durante jogo no Morumbi.

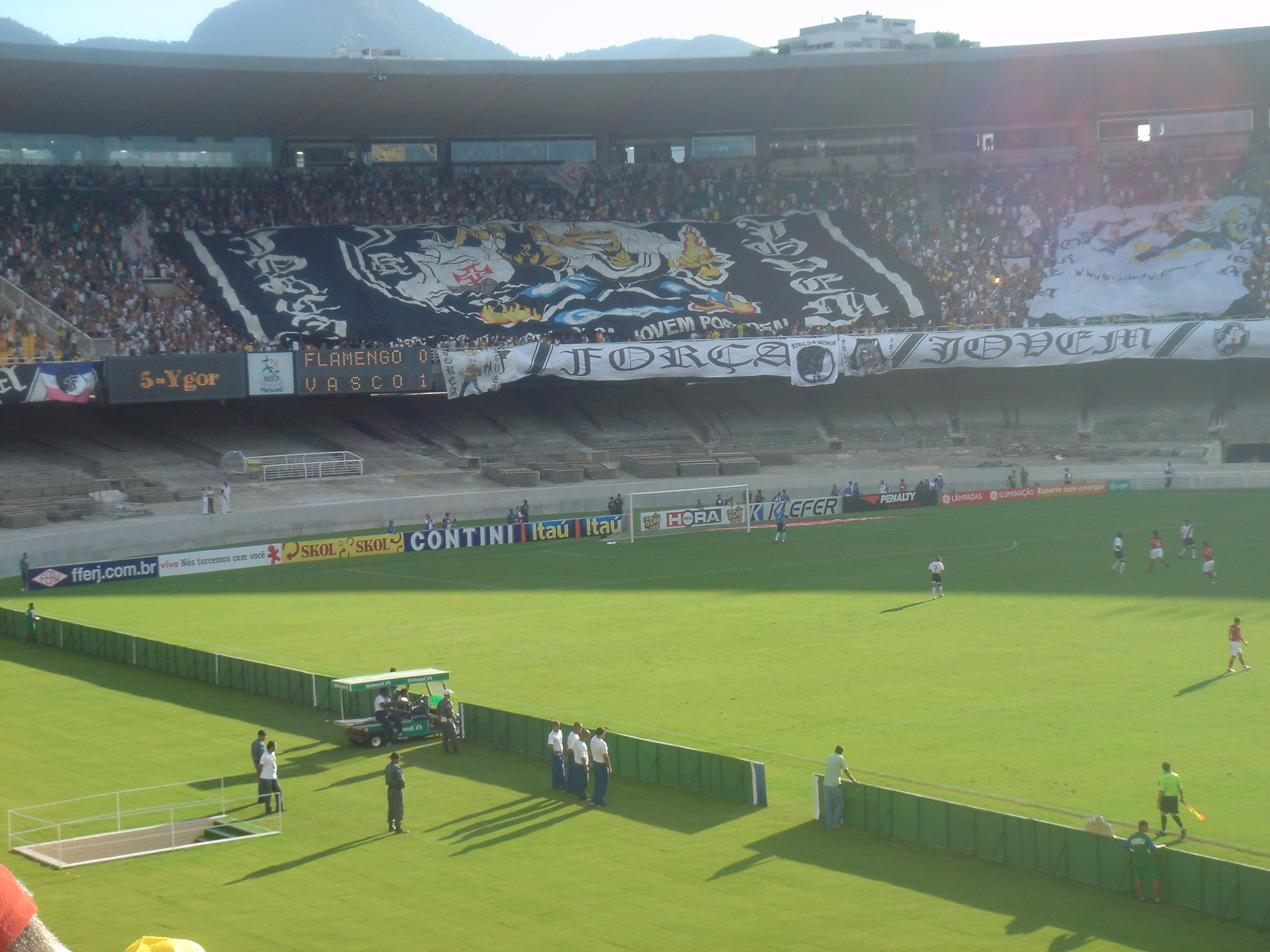
Torcida organizada do Vasco da Gama durante jogo no Maracanã.Torcida Organizada Tupi durante jogo no Mario Helênio.

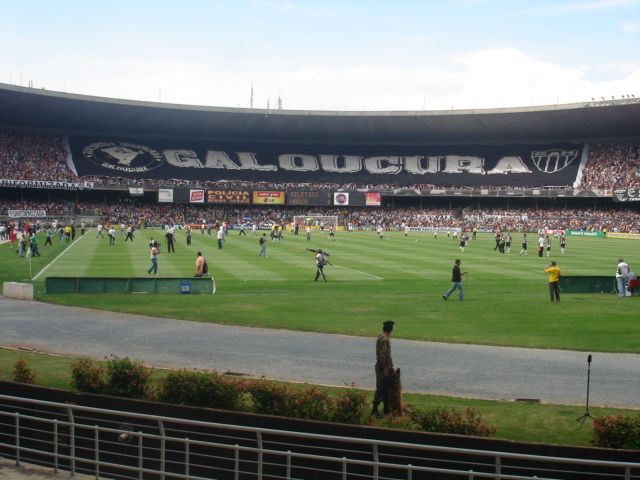
Torcida organizada do Clube Atlético Mineiro durante jogo no Mineirão.

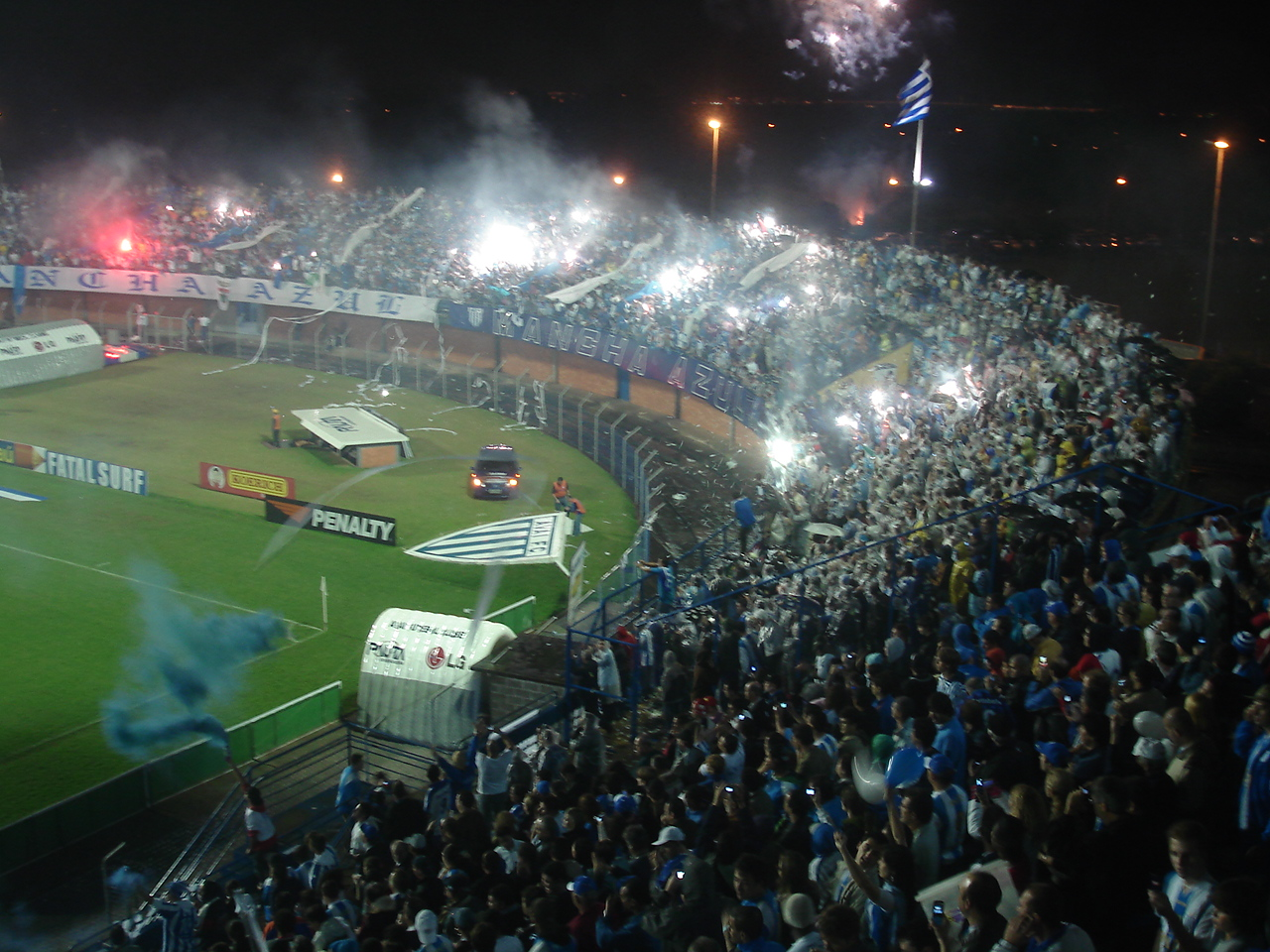
Torcida organizada do Avaí Futebol Clube durante jogo na Ressacada.

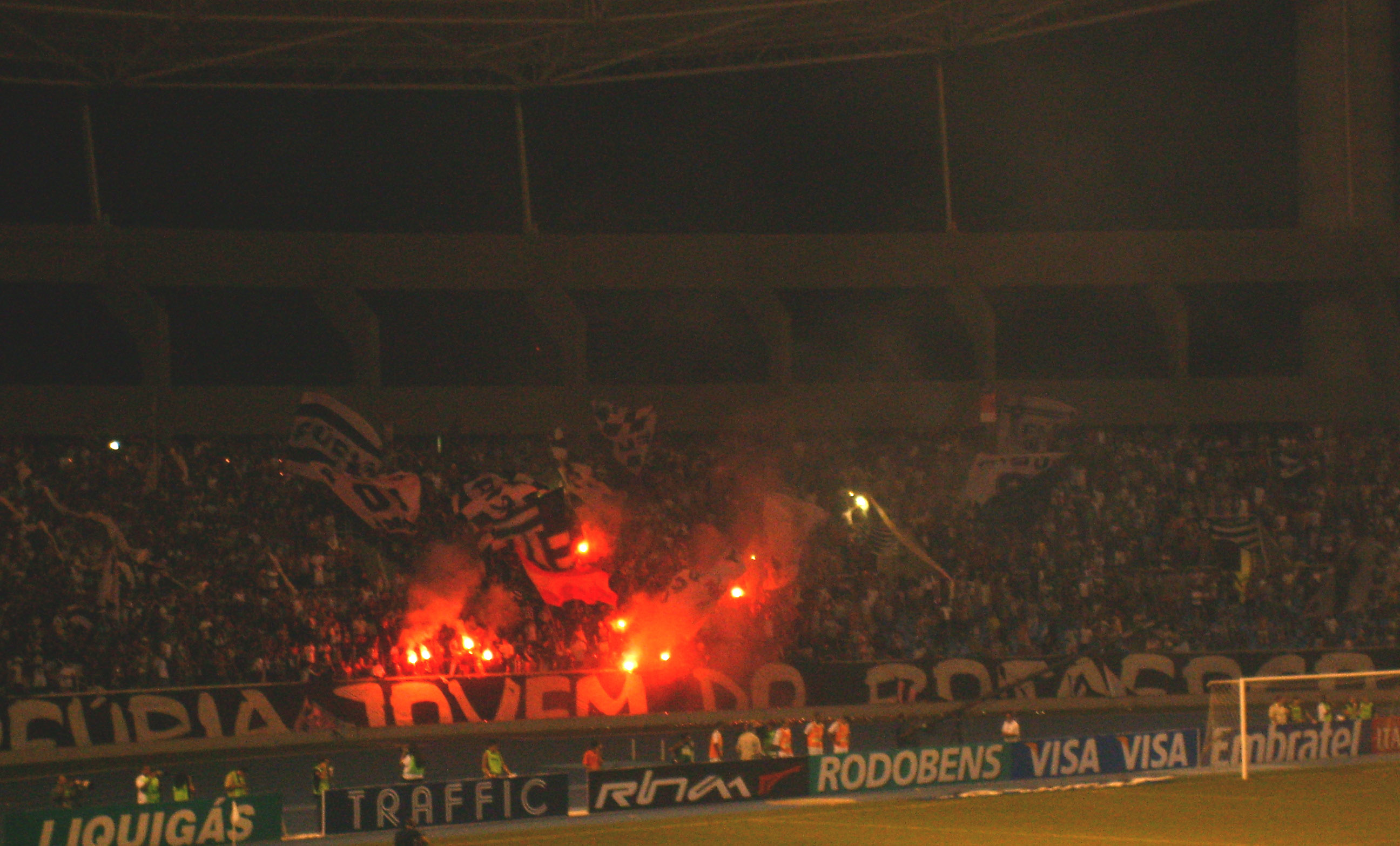
Torcida organizada do Botafogo Futebol e Regatas no Nilton Santos.

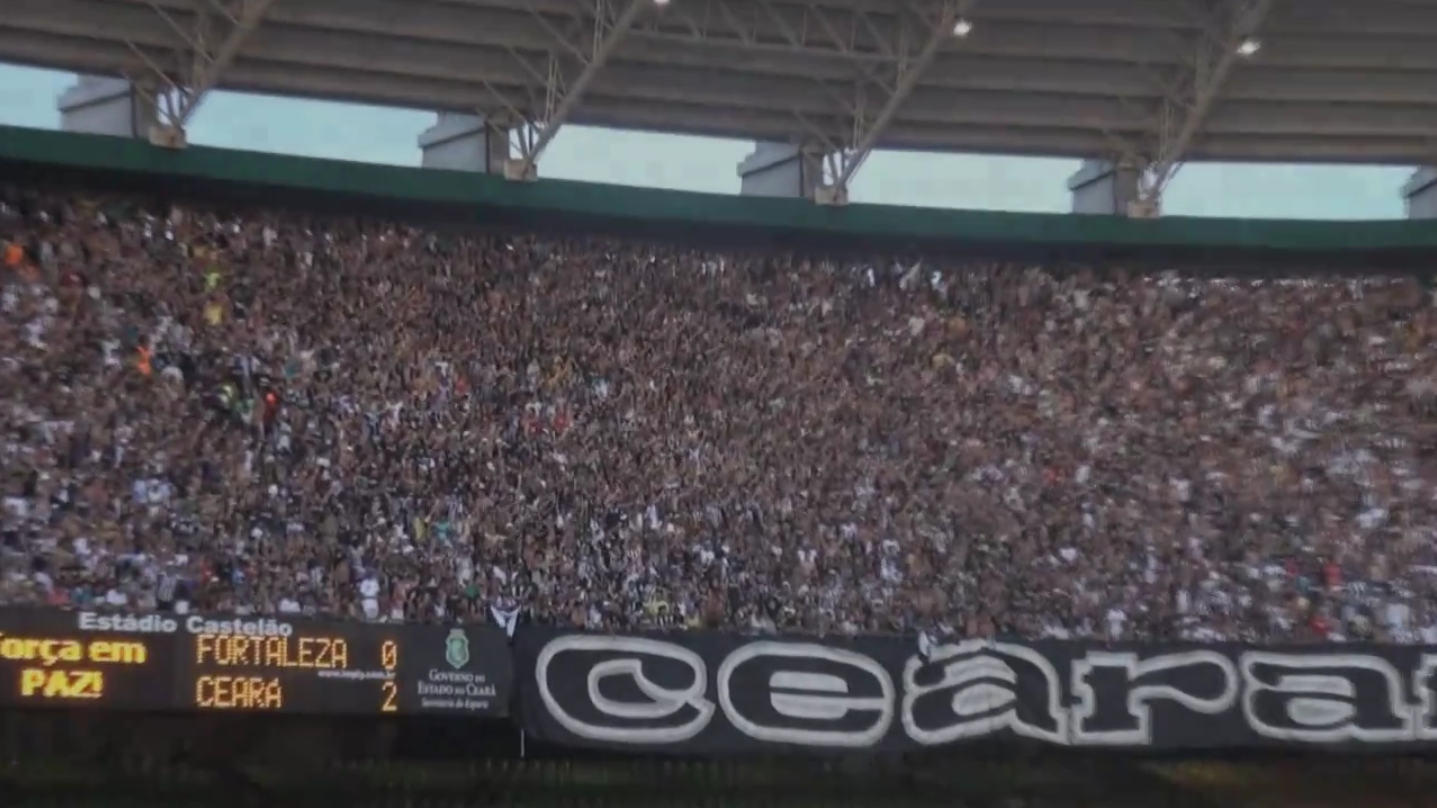
Torcida Organizada do Ceará Sporting Club durante jogo no Castelão.

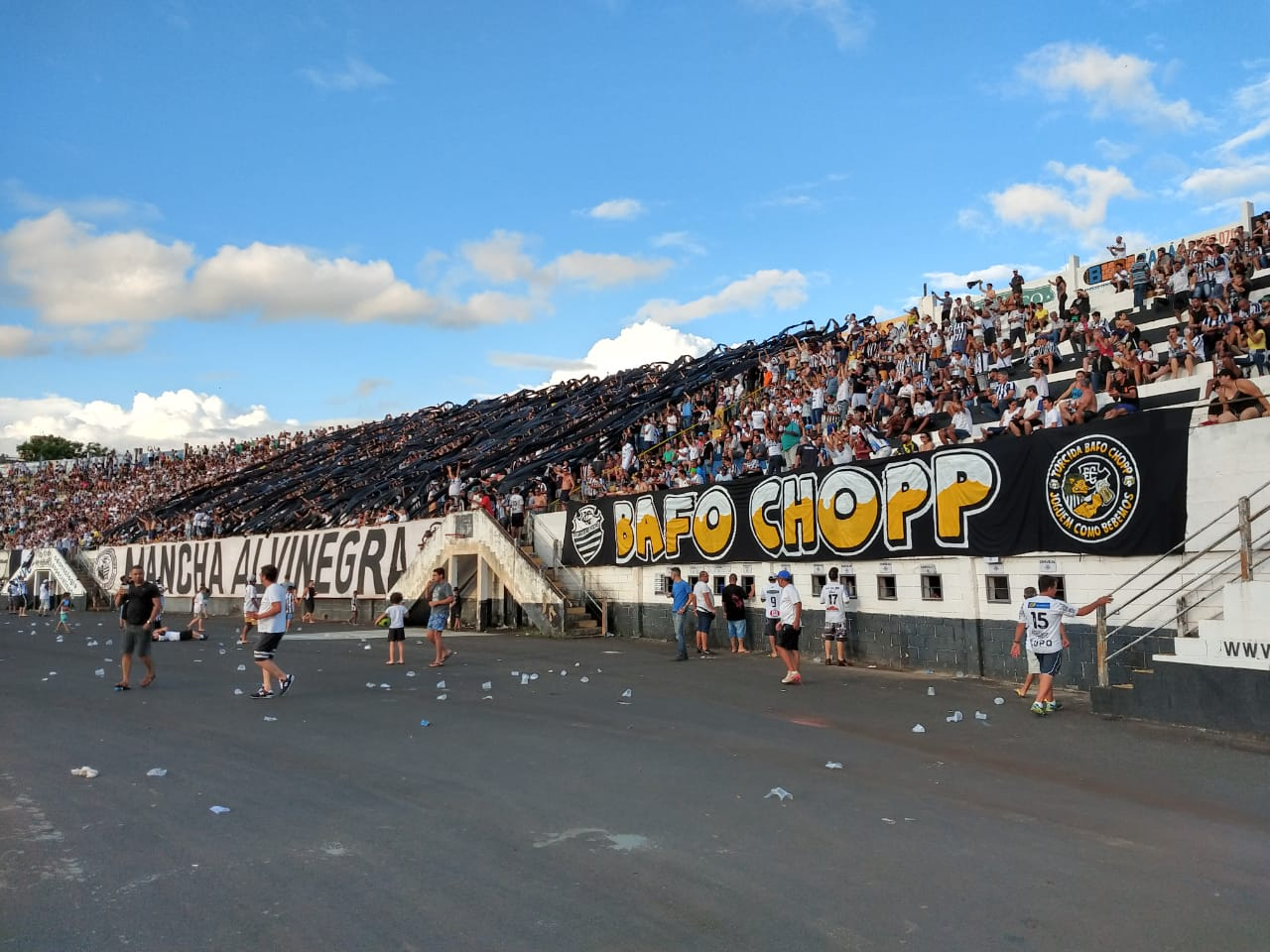
Torcidas Organizadas do Comercial de Ribeirão Preto.

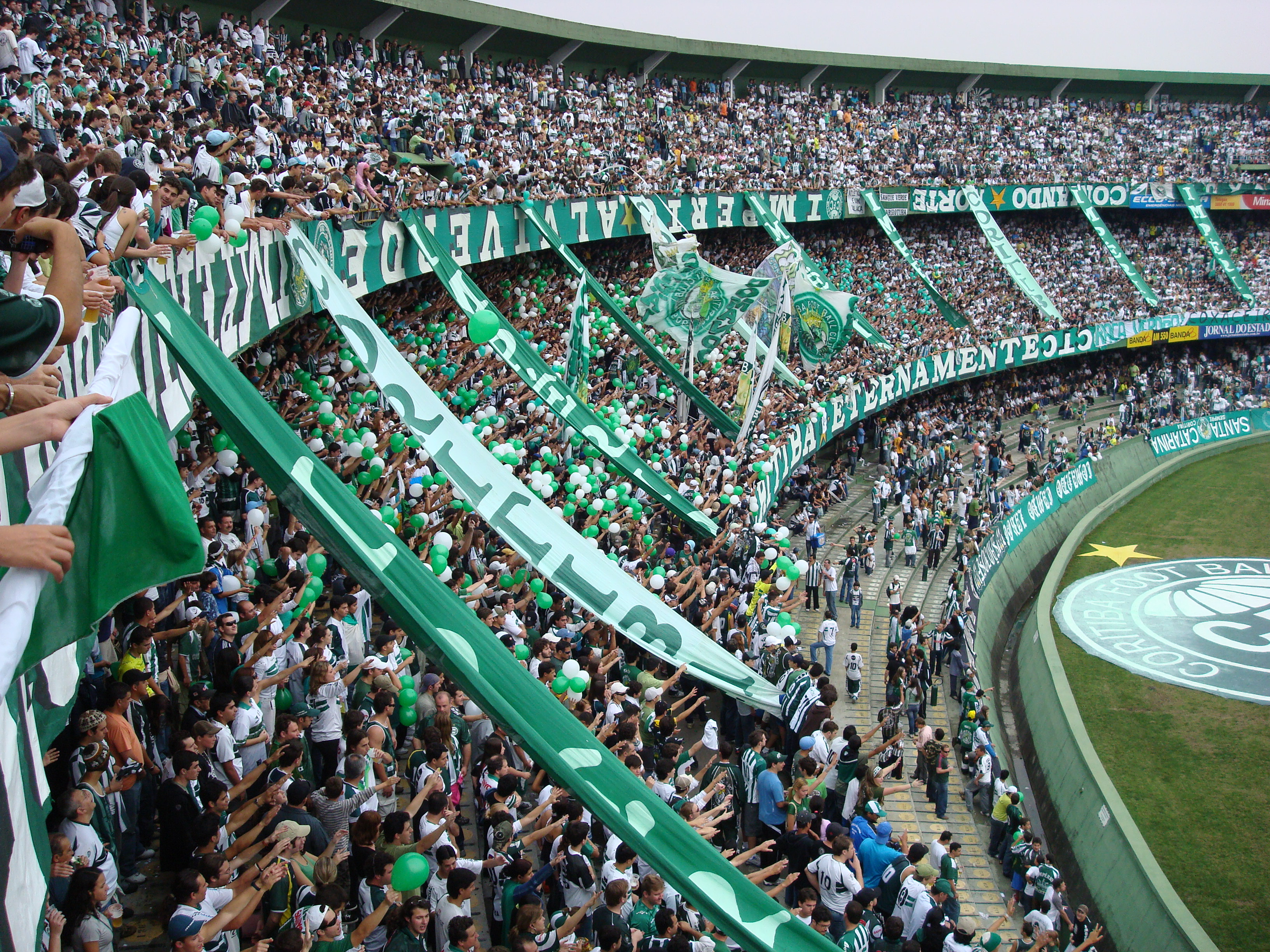
Torcida Organizada do Coritiba Foot Ball Club durante jogo no Couto Pereira.

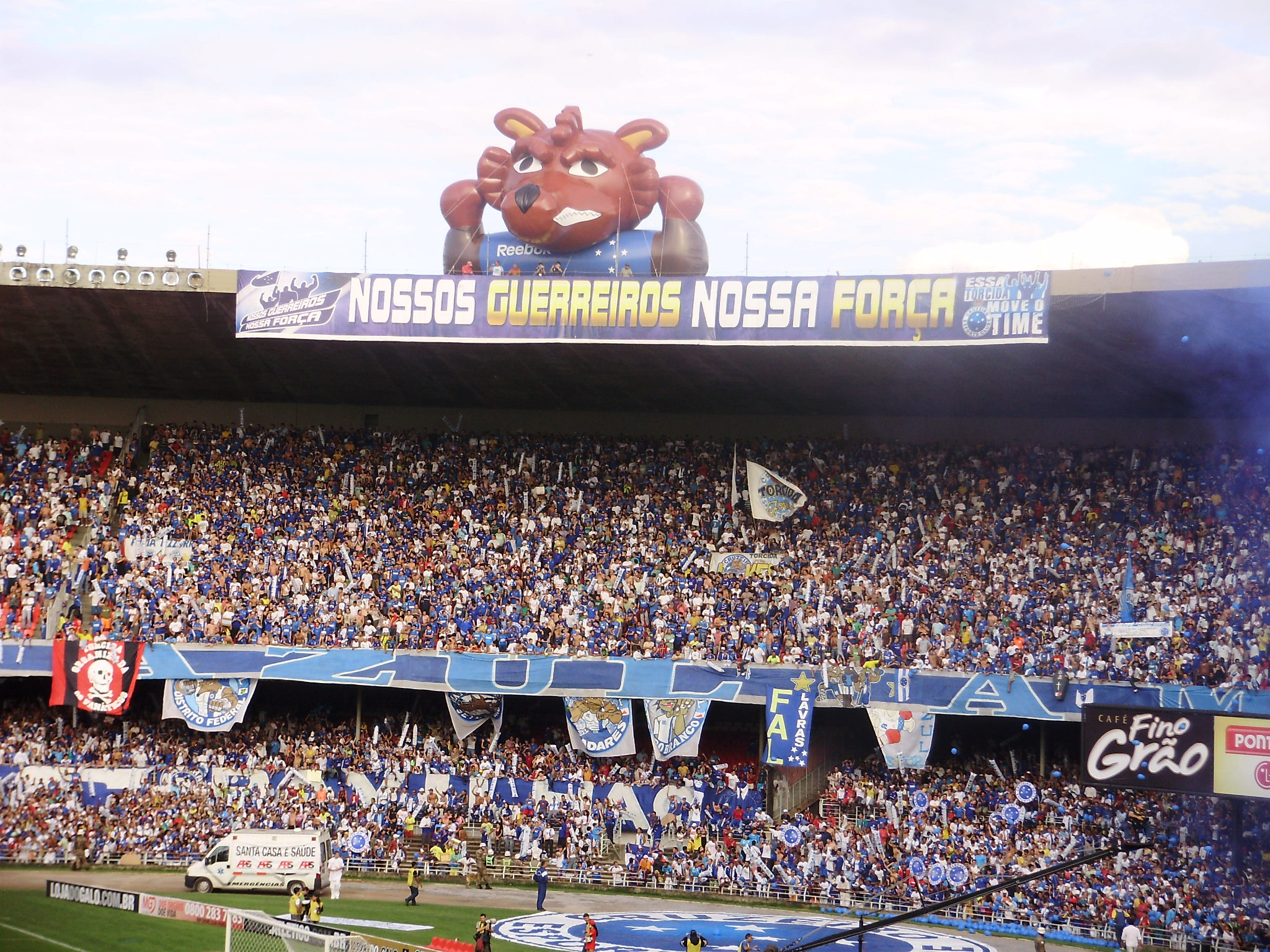
Torcida organizada do Cruzeiro Esporte Clube no Mineirão.

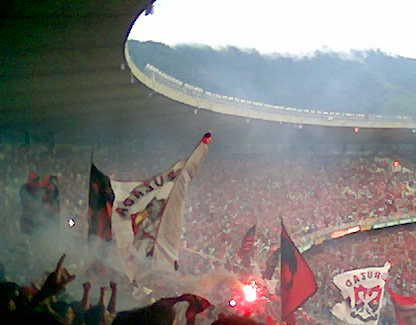
Torcida organizada do Clube de Regatas do Flamengo durante jogo no Maracanã.

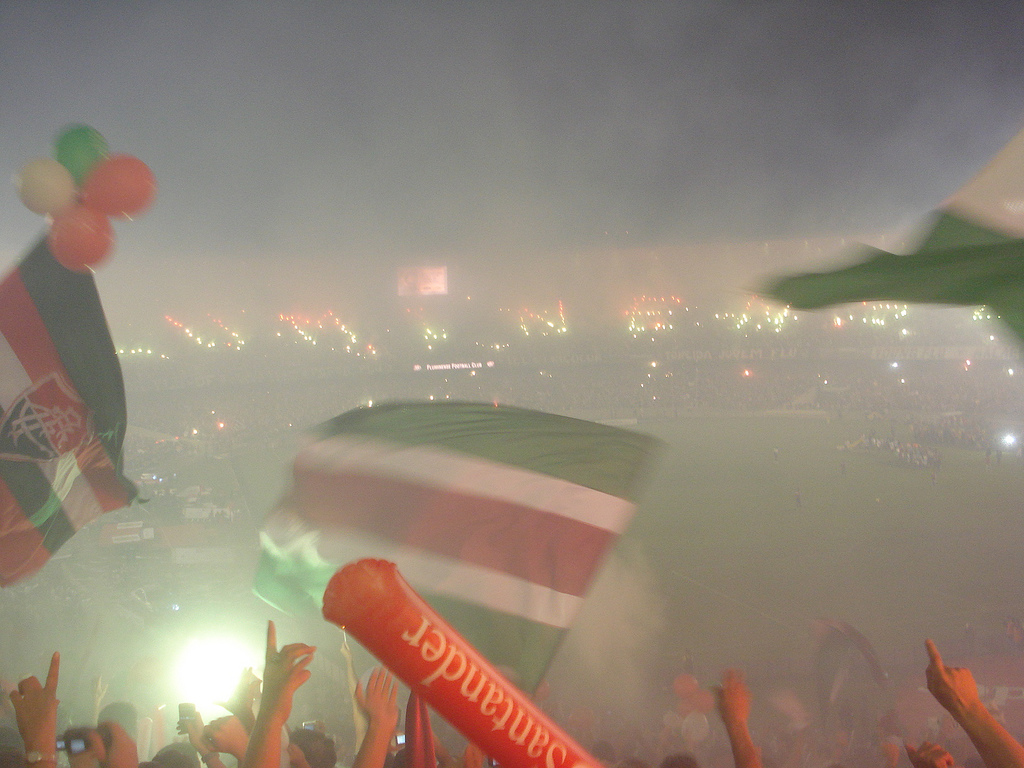
Torcida organizada do Fluminense Football Club durante jogo no Maracanã.

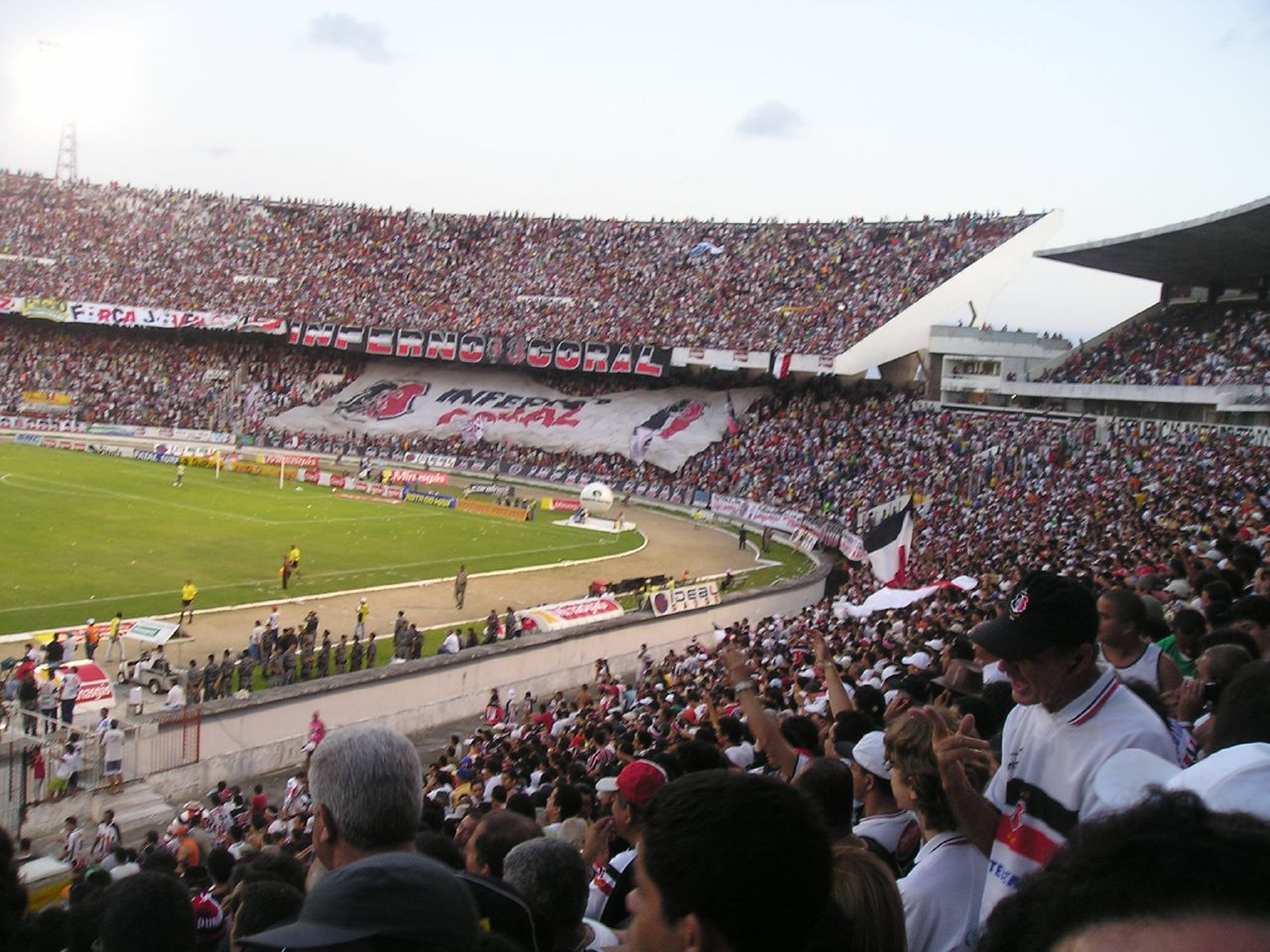
Torcida organizada do Santa Cruz Futebol Clube durante jogo no Estádio do Arruda.

### Gênese
Torcida organizada é uma  das denominações dadas a uma associação de torcedores de um determinado clube esportivo no Brasil. A maioria das torcidas brasileiras são uniformizadas, ou seja, seus membros usam roupas com a marca da própria torcida. No Brasil, o Corinthians foi o primeiro clube brasileiro a ter uma torcida uniformizada. Uma história começa lá em 1930 e que foi resgatada pelo Sport Club Corinthians Paulista, que se dedica a pesquisar e celebrar essa trajetória pioneira do “Time do Povo”. Com bonés personalizados e camisas com os dizeres “Corinthians Torcida”, surgiu no Corinthians, nos idos dos anos 1930, um movimento pioneiro e revolucionário de uniformizar torcedores e mudar a relação entre os times as arquibancadas para sempre. Na sequência, quem teve a criação de uma torcida organizada foi o São Paulo Futebol Clube. Criada em 1939 na Mooca pelo cardeal são-paulino Manoel Raymundo Paes de Almeida com o nome de Grêmio São-Paulino, a TUSP — Torcida Uniformizada do São Paulo — foi a primeira torcida uniformizada do Brasil. A torcida era conhecida por ser muito enfática e por fazer comemorações com recursos próprios. Ela esteve presente, por exemplo, na Inauguração do Estádio do Pacaembu em 1940. No Sport Club Internacional, Vicente Rao, em 1940, criou a primeira torcida organizada do Rio Grande do Sul, o Departamento de Cooperação e Propaganda, trazendo inovações para a arquibancada, como o uso de confetes, serpentina e foguetes. No Rio de Janeiro, a mais antiga é a Charanga do Flamengo, fundada em 11 de outubro de 1942, vindo depois a Torcida Organizada do Vasco (TOV), nascida em 1944, e que criou a denominação pela qual as torcidas são conhecidas até hoje, mesmo ano na qual foi fundada a Torcida Organizada do America (TOA). A essas se seguiram as organizadas do Fluminense (1946), Bangu (1952) e Botafogo (1957).
Contudo as torcidas organizadas, no modelo que temos hoje, são mais recentes e datam do final de 1960. No Rio de Janeiro com a criação da Torcida Jovem do Flamengo em 6 de dezembro de 1967, seguida da Torcida Jovem do Botafogo, de 9 de setembro de 1969, da Força Jovem do Vasco de 12 de fevereiro de 1970 e da Torcida Young Flu de 12 de dezembro de 1970. Em São Paulo, a mais antiga é a Torcida Jovem Amor Maior, da Ponte Preta, de Campinas, SP, que é de março de 1969. e os Gaviões da Fiel, do Corinthians, de 1 de Julho de 1969. 

## Símbolos
As associações de torcedores organizados usualmente adotam para si um mascote próprio. A partir dele, será feito a divulgação e comercialização de toda uma série de produtos envolvendo a marca da torcida.
Além disso, é comum o uso de símbolos e gestos corporais designados como oficiais dos movimentos. Normalmente, são feitos gestos com as mãos e com os braços, formando cruzes, triângulos, x, entre outras figuras mais.

## Carnaval
As organizadas vem participando dos desfiles das escolas de samba, sendo São Paulo a que mais tem escolas de samba de torcedores organizados, tais como: Mancha Verde, Gaviões da Fiel, Dragões da Real, Torcida Jovem do Santos, entre outras. Ainda se tem em Belo Horizonte, a Galoucura. Mancha Verde Juventude participa do carnaval caxiense. No estado do Rio de Janeiro podemos encontrar também as torcidas organizadas da Força Jovem do Vasco, Raça Rubro Negra e Flamanguaça.

## Financiamento
Alguns grupos de torcida organizada usualmente recebem ingressos dos diretores do clubes de futebol para acompanhar os eventos. É comum que parte dessas entradas sejam revendidas para outros torcedores, seja por preço menor ou maior, neste caso buscando lucro. Também podemos ver as torcidas organizadas cobrando taxa de adesão a torcida, carteirinha de identificação e materiais, como roupas e bandeiras.

## Materiais
Dentre os materiais utilizados pelas torcidas organizadas durante as festas do jogos estão as bandeiras de grande porte (4x4 metros), bandeirões (que recobrem todo o setor das arquibancadas do estádio),e faixas com o nome da torcida. Muitas das bandeiras contém algum símbolo ou frase relacionada oficialmente à torcida.
Todos os materiais utilizados são de posse da própria torcida organizada, não podendo, com poucas exceções, haver participação individuais dos torcedores comuns. A confecção destes materiais é feita através da renda adquirida através da venda dos produtos oficiais e das mensalidades pagas pelos membros da torcida. Bandeiras de mastro e os fogos de artifício estão proibidos, em São Paulo, pela lei estadual 9.470/1996, depois que as torcidas Mancha Verde e TUP, do Palmeiras, e Independente e Dragões da Real, do São Paulo, brigaram no Pacaembu, em 20 de agosto de 1995. As autoridades entendem que tanto os fogos quanto os mastros de bandeiras são usados pelos torcedores como arma contra os rivais. Sobre os fogos não há grande discussão. Muitos aceitam como perigosos, mas há discordâncias a respeito das bandeiras de mastro ("bambus") que, segundo alguns, deveriam voltar, pois não foi com o mastro de bandeira que o membro da Mancha Verde matou o integrante da Independente, em 1995. Isso é o que pensa, por exemplo, o jornalista Flávio Gomes. Proibido também estão os fogos de artifício no Brasil todo pelo artigo 13-A do Estatuto de Defesa do Torcedor (EDT).

## Hierarquia
O que caracteriza a organização da torcida é sua estrutura. Toda torcida organizada possui presidente, vice-presidente, tesoureiro, entre outros cargos mais. Muitas vezes, estes cargos são remunerados, sendo pagos pelos membros oficiais do movimento devidamente registrados que pagam mensalidades.

## Cantos e músicas
As torcidas organizadas são famosas por cantar durante os eventos esportivos gritos de guerra. Estes gritos enfatizam a própria torcida, o clube, o nome dos desportistas e também os adversários. É frequente o uso de palavrões durante os cantos, especialmente quando se refere aos rivais, os quais também são vítimas de provocações e chacotas. Às vezes também são utilizados gritos políticos ou de protesto.
Os cantos que apoiam o Clube são legítimos, mas as letras violentas e agressivas, cantadas por boa parte das torcidas organizadas, estão proibidas pelo Estatuto de Defesa do Torcedor (EDT) em seu artigo 13-A, inciso V, que assim reza: "não entoar cânticos racistas, discriminatórios ou xenófobos".
Caso a torcida insista nas letras de teor violento ou ameaçador, pode ser colocada para fora do estádio pela polícia, além de poder sofrer outras medidas penais e cíveis.

## Violência
A Torcida Organizada Tricolor Independente (TTI), do São Paulo Futebol Clube, é considerada pelo STJD até o presente momento como a organizada mais violenta do Brasil, fato que leva em conta o seu violento histórico de confusões. Em 1995, uma briga campal entre são paulinos e palmeirenses, levou a justiça a fechar a sede da Torcida Independente e apreender alguns de seus violentos membros. Anos depois, no final de 2002, o grupo conhecido como " O bonde de Batata e Negão " tendo como lema " A Retomada " fez acontecer o Renascimento da Torcida Independente. Muitas torcidas organizadas envolvem-se em atos de violência. A polícia local envolve-se para evitar os confrontos. Várias medidas são criadas para que haja o enfraquecimento dos conflitos. É frequente também a participação de meliantes envolvidos com o tráfico de drogas nas periferias das grandes cidades dentro das organizadas.
Tem-se tornado comum também, da parte das autoridades civis e militares ou de estudiosos, reuniões ou manuais para ajudarem as próprias torcidas organizadas a trabalharem pela paz em seus meios, embora boa parte delas pareça pouco se interessar pelo assunto. Dentre os trabalhos pelo bem das torcidas organizadas devem ser destacados:
- Os do então promotor de Justiça Paulo Sérgio de Castilho que organizou o 1º Seminário Nacional de TOs, em São Paulo, entre os dias 4 e 5 de julho de 2009, e que continuam sendo realizados no país;
- A atuação da Toppaz (Torcida Organizada Pela Paz), que atua desde 2011 no Brasil;
- O livro "O protagonismo das torcidas organizadas na promoção da paz: Ações preventivas e eficazes nos estádios e suas adjacências, segundo a legislação e o bom senso" (2012, 110p.), publicado pelo fundador da Toppaz e por mais dois ativistas.